# Javert
L'ispettore Javert (c. 1780-1832) è un personaggio immaginario creato da Victor Hugo per essere l'antagonista principale del suo romanzo I miserabili. Javert è un poliziotto ed una guardia carceraria che ha consacrato la propria vita al suo lavoro.
Il suo nome completo non viene mai nominato nel romanzo, dove viene chiamato dal narratore e dagli altri personaggi "Ispettore Javert" o, più semplicemente, "Javert". È il principale antagonista del romanzo, in contrapposizione con Jean Valjean, il protagonista. Tuttavia il personaggio di Javert non sempre viene considerato un vero cattivo, bensì una persona che persegue legalmente un galeotto, non conoscendone la vera indole; coloro che seguono questa idea sull'ispettore considerano i veri nemici del romanzo i Thénardier. Questa identificazione dei Thénardier nei veri antagonisti del romanzo è spesso stata criticata, essendo solo avidi e meschini truffatori, senza l'impatto drammatico o la cattiveria dimostrata da Javert.

## Nel romanzo

Javert, interpretato da Russell Crowe, nel film Les Misérables

### Parte Prima: Fantine
Javert nacque in una prigione; sua madre era una prigioniera gitana, mentre suo padre lavorava presso il carcere. Essendo cresciuto dentro un penitenziario, Javert capisce sin da piccolo l'importanza di essere schierato chiaramente e di poter scegliere solo tra il difendere e l'attaccare la società; ovviamente, sceglie la prima. 
Dapprima, Javert è l'assistente di una guardia del carcere di Tolone, dove incontra il galeotto Jean Valjean, di cui ricorderà sempre l'incredibile forza fisica ed il comportamento piuttosto cupo e misterioso.
Nel 1815, Valjean viene rilasciato e decide di approfittare di questa sua nuova condizione per potersi redimere, e si dirige subito verso Montreuil-sur-Mer, paesino del nord della Francia di cui, sotto una falsa identità, diviene sindaco. 
È proprio in questa cittadina che, nel 1820, Valjean rincontra Javert, diventato ispettore di polizia di Montreuil-sur-Mer, e finge di non riconoscerlo.
Al contrario, Javert non scopre immediatamente la vera identità del sindaco, pur pensando che il primo cittadino abbia qualcosa a lui famigliare.
Ma conoscendo meglio il sindaco e la sua bontà nei confronti delle classi sociali più povere, Javert intuisce che egli abbia origini umili e, notando il modo in cui trascina il piede destro, lo riconosce come un ex-galeotto del carcere di Tolone. Tutti i suoi dubbi e sospetti sono accertati definitivamente quando Valjean, dando ancora una volta prova di una straordinaria forza, solleva un pesantissimo carro che stava per schiacciare un uomo d'affari a lui rivale.
Allora l'ispettore affronta il sindaco, informandolo di aver incontrato soltanto un altro uomo in tutta la sua vita capace di sollevare un simile carico. Così, dopo che Valjean aveva salvato anche la prostituta Fantine dalla galera, Javert invia una denuncia contro Valjean a Parigi in cui informa la prefettura che il sindaco di Montreuil-sur-Mer sia un ex-forzato sotto mentite spoglie. Ma la prefettura ribatte di aver già trovato ed imprigionato “Jean Valjean”. Javert, chiedendo di essere destituito, si scusa profondamente con il sindaco, informando quest'ultimo che l'uomo imprigionato verrà processato l'indomani.
Sconvolto dall'idea che un innocente possa essere in carcere al suo posto, il vero Valjean si reca al processo del “presunto” Valjean, svelando la propria identità reale. Fatto ciò, torna a Montreuil-sur-Mer. Qui Javert, ricevuto l'ordine di arrestarlo, lo trova infine al capezzale di Fantine. 
Qui, l'ex-galeotto afferma di essere pronto a tornare in prigione, purché prima Javert gli lasci tre giorni di tempo per trovare Cosette, la figlia della defunta Fantine. Javert, non credendogli, lo fa arrestare e condurre nel bagno penale, dal quale fugge pochi mesi dopo.

### Parte Seconda: Cosette
Grazie alla sua eccezionale memoria e forza d'animo, Javert diventa un ispettore della polizia parigina. È proprio nella capitale francese che rincontra Jean Valjean, al cui seguito c'è la piccola Cosette. Di nascosto, l'ispettore segue la coppia in un sobborgo parigino, dove Valjean affitta una casa a Gorbeau House. Una notte, Javert mette alle strette Valjean, costringendolo a fuggire portandosi in braccio la piccola Cosette. Al termine di un lungo inseguimento, Valjean entra in un vicolo cieco. Quando Javert arriva non trova nessuno e, rimanendo molto perplesso, abbandona il proposito di catturare l'ex-galeotto.

### Parte Terza: Marius
Nel 1832 Javert, spinto dalla speranza di rincontrare il nemico giurato, guida un gruppo di soldati contro la banda criminale di Patron-Minette. Javert scopre che sono i Thénardier i nuovi successori di Minette, e li insegue fino alla loro casa a Gorbeau House. 
Proprio mentre i Thénardier stanno per derubare ed uccidere l'anziano Valjean per aver sottratto loro Cosette, Javert e la polizia irrompono nella casa, costringendo i ladri alla fuga. Javert non riconosce Valjean, ma l'ex-galeotto riconosce subito il proprio persecutore, e fugge dalla finestra. 

### Parte Quarta: St. Denis
Durante la rivoluzione di giugno, Javert diventa una spia della guardia nazionale francese, e comincia a bazzicare intorno alle barricate, facendo credere ai giovani rivoluzionari di essere dalla loro per farsi dare informazioni. Javert partecipa anche alla battaglia, impugnando tuttavia un fucile scarico.
Ma il suo piano fallisce quando Gavroche, monello di strada, lo riconosce e lo smaschera davanti a Enjloras.
Javert viene quindi catturato e legato ad un palo in un ristorante, in attesa della propria esecuzione.

### Parte Quinta: Jean Valjean

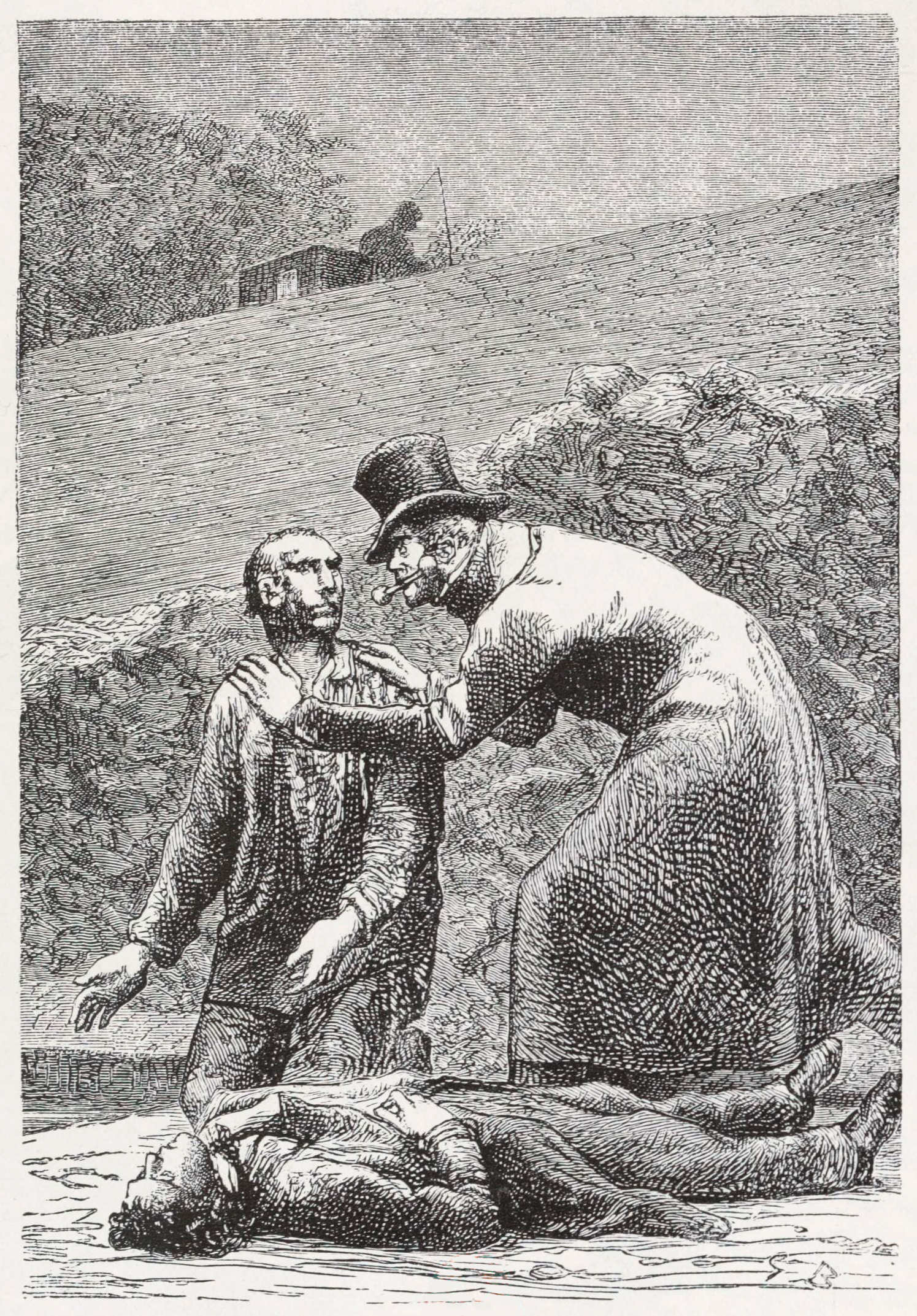
Javert trova Valjean e Marius allo sbocco della rete fognaria – Illustrazione del romanzo originale disegnata da Gustave Brion (1824–1877).

Quando Jean Valjean si reca alle barricate per cercare Marius, il ragazzo amato da Cosette, Javert non si stupisce affatto di trovare lì l'ex-galeotto, ritenendo quei focolai di rivolte il luogo migliore per una persona da lui ritenuta “l'effigie del male”.
Ma l'idea di Javert su Valjean subisce un grave colpo quando l'ex-galeotto, dopo aver ottenuto da Enjolras, il leader degli studenti, il permesso di uccidere la spia, libera Javert, non volendosi macchiare le mani dell'immondo crimine dell'omicidio dell'ispettore. Dopo averlo scongiurato di andarsene e avergli dato il proprio indirizzo di casa per arrestarlo, qualora fosse sopravvissuto alla rivolta, Valjean spara un colpo in aria per simulare l'esecuzione, facendo così credere agli studenti di aver eliminato la spia. 
Più tardi, la gioia di Valjean di essere uscito finalmente dalle fogne della città con il Marius privo di sensi caricato sulle spalle, dura veramente poco: infatti presso lo sbocco della rete fognaria nella Senna trova Javert ad attenderlo. 
Ancora una volta, Valjean si dichiara pronto a seguire l'ispettore, pur pregandolo di concedergli il tempo di portare Marius a casa del nonno. Dopo aver consultato un'agenda di Valjean con su l'indirizzo, Javert accetta le condizioni dell'ex-galeotto, ed insieme trasportano il ragazzo al sicuro.
Durante il viaggio, Javert medita approfonditamente su Valjean: nel decennio in cui gli dà la caccia, sa per certo che l'uomo ha compiuto un sequestro di minori, ha aiutato prigionieri alla fuga, è evaso di prigione, ha ricoperto una carica pubblica sotto falso nome ed è stato alle barricate durante la rivolta, reato che, già da solo, causerebbe la sua condanna a morte.
Dall'altra parte, Javert pensa che Valjean l'aveva risparmiato alle barricate senza un motivo apparente, né senza che questo potesse fargli guadagnare qualcosa, soprattutto poiché anche lui sapeva che l'Ispettore avrebbe continuato a dargli la caccia per sempre. 
Dopo aver messo in salvo Marius, Valjean chiede un'ultima cortesia, di poter dire addio a Cosette; Javert acconsente, ed accompagna Valjean a casa, lasciandolo entrare da solo per salutare la figlia adottiva.
Ma Valjean, congedatosi da Cosette, pronto ad andare da Javert, guardando dalla finestra, scopre che l'ispettore se n'è andato.
Approfittando dell'assenza dell'ex-galeotto, Javert si era allontanato nelle strade di Parigi, riflettendo sulla propria vita, sconvolto da un tacito tumulto interiore.
Javert è sconvolto, non riuscendo a conciliare con l'immagine del brutale carcerato Valjean quella dell'uomo che gli aveva risparmiato la vita sulle barricate e che aveva corso tanti pericoli per mettere in salvo un ragazzo.
Per la prima volta nella sua vita, Javert si trova in una situazione in cui non può agire legalmente senza agire immoralmente, come aveva sempre fatto. 
Inorridito nel rendersi conto che Valjean è sia un criminale che una brava persona, Javert capisce che l'unica soluzione al problema è proprio quello di eliminarsi da sé, uscendo da questo gioco che non riusciva più a capire.
Così, giunto ad un punto, Javert si getta nella Senna e si lascia annegare; il suo cadavere verrà ritrovato in seguito.

## Nel musical
Nella versione musicale dell'opera di Claude-Michel Schönberg il personaggio di Javert assume maggior spessore rispetto al libro, diventando il coprotagonista del musical, preceduto solo da Jean Valjean. Il personaggio rimane pressoché invariato rispetto al libro, pur aggiungendo un profondo sentimento religioso assente nel romanzo. Dopo il suo suicidio, il suo fantasma non appare insieme a quelli degli altri nel finale, proprio a causa dell'essere l'antagonista principale.

### Canzoni nel musical
Le scene in cui Javert compare sono:
Work Song
È la prima canzone del musical ed è ambientata nel bagno penale in cui Valjean, dopo aver scontato la propria pena, viene rilasciato, a differenza del romanzo che comincia con una descrizione del vescovo di Digne. Qui arriva Javert che narra del crimine di Valjean e gli consegna il foglio giallo che dovrà portare sempre con sé. Già da questa scena si vede l'antipatia di Javert nei confronti del ex-galeotto, evidenziata dal fatto che l'Ispettore si rivolga a lui chiamandolo sempre con il suo numero di cella: “24601”.
Fantine's Arrest
Sono passati otto anni e Javert è l'ispettore di Montreuil-sur-Mer, mentre Valjean, sotto mentite spoglie, ne è il sindaco.
Javert arresta Fantine per aver attaccato briga con una collega e la rilascia quando Valjean/Madeleine paga la sua cauzione, scatenando i sospetti dell'Ispettore ignaro della vera identità del sindaco.
The Runaway Cart
Dopo che Valjean/Madeleine salva un uomo da sotto un carro, Javert si complimenta con lui per la forza fisica, e si lascia sfuggire di bocca che gli ricorda molto un prigioniero visto anni prima.
Who Am I? (The Trial)
Javert, alla fine della canzone, conduce Valjean/Madeleine davanti al giudice volendo testimoniare contro di lui, smascherandolo per l'ex-galeotto che è. Tuttavia, Javert cambia idea e lo lascia andare.
Confrontation
Dopo la morte di Fantine, Javert si reca all'ospedale dove si trova Valjean, ormai certo della vera identità del sindaco, per affrontarlo senza il rispetto che gli doveva prima legalmente. Javert si burla della richiesta di Valjean di poter avere tre gironi di tempo per ritrovare la piccola Cosette, ribadendo il fatto che lui sia un criminale recidivo e “feccia”. Valjean colpisce Javert e riesce a fuggire, lasciando l'ispettore solo a giurare vendetta e a compiere il solenne voto di ritrovare il galeotto.
Javert's Intervention
Dopo altri nove anni Javert è ancora ispettore, ma a Parigi. Javert interviene per sedare una rissa tra Monsieur Thénardier e Valjean, accusato dal primo di avergli sottratto la bella Cosette anni prima. Javert blocca i due uomini, senza però riconoscere Valjean che, però, riconosciuto l'ispettore, fugge. Soltanto allora Javert, grazie alle informazioni di Thénardier, riconosce Jean Valjean.
Stars
Il primo grande assolo di Javert nel musical. Javert medita sul fatto di essere ritornato sulle tracce di Valjean dopo tanti anni e paragona la sua caccia al moto delle stelle. Prega Dio di dargli la forza necessaria per procedere e giura sugli astri che, un giorno, riuscirà a catturare Valjean.
The Attack On Rue Plumet
Dopo l'attacco dei Thénardier alla casa di Valjean a Rue Plumet, il protagonista decide di scappare con la figliastra, avendo riconosciuto Javert ed altri due poliziotti. 
One Day More
Come tutti gli altri personaggi, Javert canta le proprie intenzioni e piani per cosa farà durante i giorni della Rivoluzione di luglio. Essendo convinto che il piano degli studenti sarà un fallimento, Javert decide di diventare una spia segreta della Guardia nazionale francese per poter dare informazioni false ai rivoluzionari, ostacolandoli.
At the Barricade (Upon These Stones)
Javert, presentatosi alle barricate come un simpatizzante adulto della rivolta studentesca, si fa accettare dai ragazzi e comincia dar loro informazioni false.
Javert's Arrival
Javert torna alle barricate per informare gli studenti che la Guardia non colpirà fino all'indomani, ma viene additato da Gavroche come un bugiardo, e catturato dagli amici dell'ABC.
The First Attack
Dicendo ad Enjloras che vuole uccidere Javert, Valjean si reca dall'ispettore prigioniero ed in attesa della propria esecuzione. Qui, nonostante Javert lo inciti ad ucciderlo, Valjean lo rilascia e dice ai compagni di averlo ucciso.
The Final Attack
Sedata la rivolta ed uccisi tutti gli studenti, Javert torna alle barricate in cerca del cadavere di Valjean. Non trovandolo, capisce che l'uomo è fuggito nell fogne con Marius, e decide di recarsi presso lo sbocco della rete fognaria lungo la Senna.
Dog Eats Dog (The Sewers)
Infine, Javert trova Valjean e Marius nelle fogne. Valjean supplica Javert di concedergli un'ora per portare in salvo Marius ferito, e poi si sarebbe consegnato spontaneamente. Javert, titubante, accetta.
Javert's Suicide
Il secondo ed ultimo assolo di Javert.
L'ispettore, su un ponte lungo la Senna, monologa drammaticamente, interrogandosi circa la vera identità di Valjean “né angelo, né diavolo”. Javert comprende di aver sprecato tutta la sua vita inseguendo un'ombra e, capendo di aver rovinato ingiustamente la vita di Valjean, esprimendo un grande disagio nel continuare a vivere, si getta nella Senna.

## Il carattere
Victor Hugo non delinea mai chiaramente il personaggio di Javert nel romanzo, lasciandolo in un fosco limbo indefinito, in bilico tra il bene ed il male. Ecco come lo descrive:
La probità, la sincerità, il candore, la convinzione, l'idea del dovere, sono cose che possono diventare orribili se sbagliano, ma anche orribili, rimangono grandi: la loro maestà, propria della coscienza umana, persiste nell'orrore. Sono virtù che hanno un solo vizio: l'errore. La spietata gioia di un onesto fanatico che commette un'atrocità, conserva sempre una certa luce lugubremente venerabile. Senza che se ne avvedesse, Javert, nella sua formidabile felicità, era da compatirsi come ogni ignorante che trionfa. Nulla poteva essere così doloroso e terribile come quella faccia in cui appariva ciò che si potrebbe chiamare tutta la perfidia del buono

## Altro
Nel 2001 la casa editrice francese Plon rifasciò due libri non-canonici di François Cérésa che raccontano storie e momenti successivi alla fine del romanzo di Hugo: Cosette o la disillusione (Cosette ou le temps des illusions) e Marius o il fuggitivo (Marius ou le fugitif).
In questi libri si scopre che Javert non è morto, bensì scampato al suo tentativo di suicidio ed è diventato un eroico religioso.

## Interpreti del personaggio in televisione, cinema e teatro
| Anno | Javert                                    | Cinema / Teatro / Radio / Televisione |
| ---- | ----------------------------------------- | --- |
| 1909 | William V. Ranous                         | I miserabili (Les Misérables), film muto (USA) in 4 parti, regia di J. Stuart Blackton e Van Dyke Brooke                                                                                               |
| 1913 | Henri Étiévant                            | I miserabili (Les Misérables), film muto (Francia) in 4 parti, regia di Albert Capellani |
| 1917 | Hardee Kirkland                           | I miserabili (Les Misérables), film muto (USA), regia di Frank Lloyd |
| 1925 | Jean Toulout                              | I miserabili (Les Misérables), film muto (Francia), regia di Henri Fescourt |
| 1934 | Charles Vanel                             | I miserabili (Les misérables), film (Francia), regia di Raymond Bernard |
| 1935 | Charles Laughton                          | Il sergente di ferro (Les Miserables), film (USA), regia di Richard Boleslawski |
| 1937 | Martin Gabel                              | Les Misérables, radio-programma (USA) in 7 episodi, diretto da Orson Welles |
| 1937 | A. Korablev                               | Gavrosh, film (URSS), regia di Tatyana Lukashevich |
| 1939 | Baliol Holloway                           | Les Misérables, radio-programma (Regno Unito) in 12 episodi, diretto da Patrick Riddell |
| 1943 | Antonio Bravo                             | Los miserables, film (Messico), regia di Fernando A. Rivero |
| 1948 | Hans Hinrich                              | I miserabili, film (Italia), regia di Riccardo Freda |
| 1952 | Robert Newton                             | I miserabili (Les miserables), film (USA), regia di Lewis Milestone |
| 1958 | Bernard Blier                             | I miserabili (Les misérables), film (Francia), regia di Jean-Paul Le Chanois |
| 1958 | ??                                        | Os Miseráveis, miniserie TV (Brasile), regia di Dionísio Azevedo |
| 1961 | Marcel Bozzuffi (1-2) / Georges Géret (3) | I miserabili (Les misérables), miniserie TV (Francia) in tre episodi, regia di Alain Boudet |
| 1964 | Tino Carraro                              | I miserabili, sceneggiato televisivo (Italia) in 10 episodi, regia di Sandro Bolchi |
| 1967 | ??                                        | Os Miseráveis, miniserie TV (Brasile) |
| 1967 | Anthony Bate                              | I miserabili (Les misérables), miniserie TV (Regno Unito) in 10 episodi, regia di Alan Bridges |
| 1971 | José Guardiola                            | Los miserables, serie TV (Spagna) in 19 episodi, regia di José Antonio Páramo |
| 1972 | Bernard Fresson                           | I miserabili (Les misérables), miniserie TV (Francia), regia di Marcel Bluwal |
| 1973 | Antonio Passy                             | Los miserables, miniserie TV (Messico), regia di Antulio Jiménez Pons |
| 1976 | David March                               | Les Misérables, radio-programma (Regno Unito) in 16 episodi. |
| 1978 | Anthony Perkins                           | I miserabili (Les miserables), film TV (Regno Unito), regia di Glenn Jordan |
| 1980 | Jean Vallée                               | Les Misérables, musical di Claude-Michel Schönberg. Produzione originaria francese. |
| 1982 | Michel Bouquet                            | I miserabili (Les misérables), miniserie TV (Francia), regia di Robert Hossein |
| 1985 | Roger Allam                               | Les Misérables, musical di Claude-Michel Schönberg. Produzione originaria londinese (West End). |
| 1987 | Arno Wyzniewski                           | Gavroche, film TV (Germania Est), regia di Dieter Bellmann |
| 1987 | Terrence Mann                             | Les Misérables, musical di Claude-Michel Schönberg. Produzione originaria americana (Broadway). |
| 1995 | Philip Quast                              | Les Misérables in Concert, film TV (Regno Unito), regia di Paul Kafno e Gavin Taylor. Rappresentazione del musical di Claude-Michel Schönberg in forma di concerto in celebrazione del X anniversario. |
| 1995 | Philippe Khorsand                         | I miserabili (Les Misérables), film (Francia), regia di Claude Lelouche |
| 1998 | Geoffrey Rush                             | I miserabili (Les misérables), film (Regno Unito), regia di Bille August |
| 2000 | John Malkovich                            | I miserabili, miniserie TV (Francia) in 4 episodi, regia di Josée Dayan |
| 2001 | David Schofield                           | Les Misérables, radio-programma (Regno Unito) in 25 episodi, di Sebastian Baczkiewicz e Lin Coghlan |
| 2006 | Norm Lewis                                | Les Misérables, musical di Claude-Michel Schönberg. Primo revival americano (Broadhurst Theatre, Broadway, New York, USA).                                                                             |
| 2007 | Takashi Matsuyama (voce)                  | I miserabili (Re mizeraburu: shoujo kozetto), serie TV di animazione (Giappone). |
| 2010 | Norm Lewis                                | Les Misérables in Concert, film TV (Regno Unito), regia di Nick Morris. Rappresentazione del musical di Claude-Michel Schönberg in forma di concerto in celebrazione del XXV anniversario.             |
| 2012 | Russell Crowe                             | Les Misérables, film (USA), regia di Tom Hooper. Adattamento cinematografico del musical di Claude-Michel Schönberg.                                                                                   |
| 2014 | Will Swenson                              | Les Misérables, musical di Claude-Michel Schönberg. Secondo revival americano (Imperial Theatre, Broadway, New York, USA).                                                                             |
| 2018 | David Oyelowo                             | I miserabili, miniserie TV (Regno Unito), regia di Tom Shankland |
| 2019 | Michael Ball                              | Les Misérables: The Staged Concert, film, regia di Nick Morris. Rappresentazione del musical di Claude-Michel Schönberg in forma di concerto                                                           |

### Altri interpreti nel musical
- Jacques Mercier, 1980 Original French Concept Album
- Clive Carter, 1986 Londra
- Takeshi Kaga, 1987 Produzione giapponese
- Thomas Goerz, 1989 Canada
- Patrick Rocca, 1991 Paris Revival
- Chuck Wagner, 1994 U.S Tour
- Jérôme Pradon, 2002 Concert
- Brian Stokes Mitchell, 2008 Hollywood Bowl Concert
- Earl Carpenter, 2010 UK Tour
- Andrew Varela, 25 Anniversary US Tour 2011
- Hadley Fraser, Londra 2011/2012
- Tam Mutu, Londra 2012/2014
- David Thaxton, Londra 2014, 2018